# Chiesa di Santa Maria (Poggibonsi)
La chiesa di Santa Maria è un edificio religioso situato a Talciona, nel comune di Poggibonsi, in provincia di Siena, arcidiocesi di Siena-Colle di Val d'Elsa-Montalcino.

## Storia
La località Talciona è conosciuta fin dall'XI secolo quale sede di un castello appartenente prima al contado senese e successivamente a quello fiorentino. È citato per la prima volta in un atto di donazione nel 1089 mentre nel 1104 risulta rogato un lodo di demarcazione tra Firenze e Siena. Situata vicino all'incrocio tra la via Cassia e la via Francigena già nel XII secolo divenne la sede di una comunità di canonici che edificarono una loro chiesa; in questa chiesa il 28 marzo 1156 il conte Guido Guerra II e l'abate di Martùri sottoscrissero una vendita di beni.
Il controllo di Firenze sulla zona venne sancito in un atto dell'11 dicembre 1176 ma dal punto di vista ecclesiastico la chiesa dipendeva dalla diocesi di Siena ma poco dopo passò alle dirette dipendenze del papa visto che nel 1192 la Ecclesia sanctae Mariae de Calchon (ad Talcionem) versò alla curia romana 2 soldi lucchesi quale censo. Nel corso del XIII secolo il ruolo dei priori crebbe di importanza tanto che il 26 febbraio 1233 il priore di Talciona venne nominato delegato papale; l'importanza dei canonici portò ad un ingrandimento dell'edificio ecclesiastico che venne concluso nel 1234 come risulta da un'iscrizione posta nell'architrave del portale occidentale. Dopo la fondazione del castello di Poggiobonizzio una parte del popolo di Talciona venne obbligato a risiedervi e dal 18 giugno 1188 il priore di Talciona ottenne la facoltà di officiare per il suo popolo. Il popolo di Talciona l'8 giugno 1203 si sottomise al proposto di Martùri. Nel 1235 nel castello di Poggiobonizzio risultava una chiesa dedicata a Santo Stefano che viene descritta come Ecclesiam de novo edificatam in castro Podium Bonitii pro Ecclesia S.Agnetis, & Priore de Tacione , & Canonica Senensi, Dopo la distruzione del castello di Poggiobonizzio la situazione economica della chiesa peggiorò notevolmente soprattutto a causa della flessione nelle rendite derivanti dalla produzione agricola ma sul finire del secolo la situazione era migliorata come si evince dalle decime pagate, infatti nel 1276 pagò 4 lire e 6 soldi senesi, nel 1277 pagò 8 lire e tale cifra rimase costante tra il 1296 e il 1303.
Nel 1508 la chiesa e i suoi beni vennero annessi allo Spedale di Santa Maria Nuova di Firenze. Nel XVIII secolo la chiesa divenne una prioria di patronato regio e in quel secolo l'interno venne adeguato alla moda del tempo con l'edificazione di alcuni altari barocchi. Alla fine del XIX secolo tutti gli interventi barocchi vennero rimossi riportando la chiesa allo stile romanico; in quell'occasione venne rifatto anche il campanile.

## Descrizione
La chiesa presenta una aula rettangolare coperta a tetto e conclusa da un'abside.

### Esterno
Il paramento murario esterno è costituito da vari materiali tra cui conci arenaria, di travertino e di calcare disposti a corsi paralleli orizzontali. Sono evidenti le varie fasi di costruzione dell'edificio.
La facciata è a capanna e ha uno stile tipico delle chiese tardoromaniche della Val d'Elsa, presenta cioè un'apertura circolare sopra al portale. Il portale è ad arco crescente con l'estradosso ogivale, in stile fiorentino mentre l'intradosso è a tutto sesto. Presenta inoltre una ghiera avvolgente in stile pisano ed in prossimità dell'archivolto è visibile un'aquila simbolo probabilmente del partito imperiale che dominava a Poggibonsi e dintorni nel XII secolo. A coronamento del portale è l'architrave datata 1234 che presenta una scena raffigurante l'Adorazione dei Magi; a sostegno dell'architrave sono due figure antropomorfe, probabilmente due cariatidi.
Sopra al portale come detto è collocato un occhio decorato con inserzioni in laterizio. Tra il portale e la cuspide della facciata è collocato uno stemma in ceramica in stile robbiano dello Spedale di santa Maria Nuova che deve essere stato realizzato dopo il 1508.
Il fianco meridionale presenta una netta differenza nel paramento murario; la parte sinistra presenta uno stile identico alla facciata, quindi ante 1234 e in questa zona sono collocati un rosone decorato a motivi geometrici e circondato da una cornice modanata a gola; la parte destra è la più antica e appartiene alla chiesa originaria anche se non è ben visibile a causa della presenza del campanile ottocentesco. Lungo tutta la fiancata corre il coronamento del tetto realizzato con mattoni disposti a dente di sega, quest'intervento è frutto del restauro novecentesco della chiesa.
Il muro esterno settentrionale presenta le stesse caratteristiche di quello meridionale; in questa parte si aprivano un portale ad arco crescente che era collegato alla canonica e anche una monofora architravata realizzata all'epoca della fondazione della comunità canonicale nel XII secolo.
Nella tribuna è posta l'abside al cui centro si ape una monofora centinata: Il coronamento dell'abside presenta una cornice sgusciata e anche degli archetti pensili sostenuti da mensole.

#### L'architrave

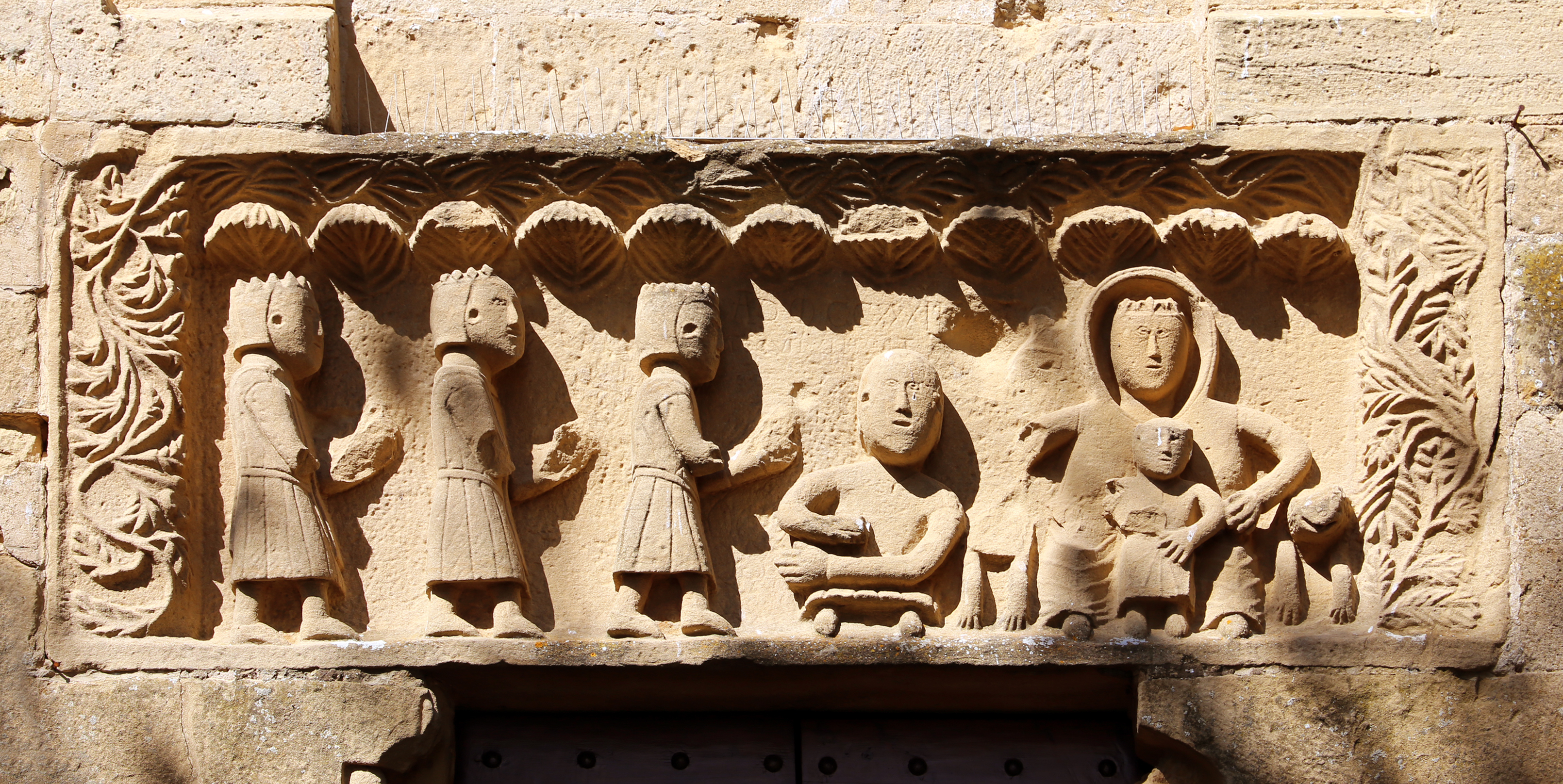
Architrave

Al centro dell'architrave è posta un'iscrizione riportante l'anno di realizzazione: A.D. M.CC.XXX.IIII
La miglior descrizione dell'architrave è riportata nel volume realizzato da M.Salmi nel 1927 che qui riportiamo integralmente:

### Interno
L'interno si presenta completamente stonacato e sono visibili delle pesantissime stuccature sulle pietre. La copertura è a capriate. Va segnalato il tabernacolo in terracotta invetriata policroma attribuito a Giovanni e Andrea della Robbia e, posta nell'arco della monofora, una scultura raffigurante una testa umana sopra due pavoni (XIII secolo).